# Paul Ernst Emil Sintenis
Paul Ernst Emil Sintenis ( * 4 de abril de 1847 Seidenberg, Oberlausitz, Prusia - 1907, ? ) fue un botánico, farmacéutico y explorador germano.

## Biografía
Estudia en el "Gymnasium de Görlitz", comenzando a trabajar como aprendiz de botica en 1863, y haciéndolo en varias ciudades alemanas. 
Su primera expedición de recolección, la hace entre 1872 a 1876, siendo ayudante de su hermano Max, con el que colecta aves, mamíferos y plantas en Dobruja.
Luego de seguir posteriores estudios de Farmacia en Breslau (hoy Breslavia) y un pequeño periodo como farmacéutico, ocupó el resto de su vida profesional como recolector botánico.
Entre 1880 a 1883 recolecta en Rodas, Chipre, norte de Italia, e Istria. Y de 1883 a 1894 hace seis expediciones a Anatolia, reuniendo más de 10 000 especímenes. 
Sintenis arriba a Puerto Rico en octubre de 1884 y, financiado por L. Krug, permanece allí hasta junio de 1887.
Subsecuentemente recolecta en Siria, Irak, Irán, Kurdistán, Armenia e islas de Grecia. El primer set de sus colecciones quedaron mayormente destruidas en Dahlem (Berlín) durante la Segunda Guerra Mundial, pero existen duplicados sobrevivientes en Kew, Museo Británico, Harvard, Jardín Botánico de Nueva York, Lund y el Museo Nacional de Historia Natural de la Institución Smithsoniana en Washington.
Sintenis no describió especies: ponía sus materiales a disposición de botánicos alemanes que los identificaban, nombraban y publicaban. Fueron principalmente J.F. Freyn (1845-1903), J.F.N. Bornmüller (1862-1948), H.K. Haussknecht (1838-1903), P.F.A. Ascherson (1834-1913). Siempre Freyn agregaba un nombre de Sintenis, al nombrar nuevas especies
- La abreviatura «Sint.» se emplea para indicar a Paul Ernst Emil Sintenis como autoridad en la descripción y clasificación científica de los vegetales.[1]

## Honores
En su honor se nombraron unas 260 especies, entre ellas:
- (Apiaceae) Bupleurum sintenisii Asch. & Urb. ex Huter
- (Apiaceae) Ferula sintenisii H.Wolff
- (Apiaceae) Glochidopleurum sintenisii Koso-Pol.
- (Araceae) Arum sintenisii (Engl.) P.C.Boyce
- (Asteraceae) Phaeopappus sintenisii Stapf ex Hand.-Mazz.
- (Asteraceae) Pseudolinosyris sintenisii (Bornm.) Tamamsch.
- (Bromeliaceae) Guzmania sintenisii Mez in C.DC.
- (Campanulaceae) Podanthum sintenisii Hausskn.
- (Caryophyllaceae) Minuartia sintenisii (H.Lindb.) Rech.f.
- (Dryopteridaceae) Aspidium sintenisii Kuhn & Christ ex Krug